# 46 Ceti
46 Ceti, som är stjärnans Flamsteed-beteckning, är en ensam stjärna belägen i den mellersta delen av stjärnbilden Valfisken. Den har en skenbar magnitud på 4,91 och är svagt synlig för blotta ögat där ljusföroreningar ej förekommer. Baserat på parallaxmätning inom Hipparcosuppdraget på ca 11,9 mas, beräknas den befinna sig på ett avstånd på ca 273 ljusår (ca 84 parsek) från solen. Den rör sig närmare solen med en heliocentrisk radialhastighet på ca -23 km/s och förväntas komma så nära som 184 ljusår om 2,2 miljoner år.

## Egenskaper
46 Ceti är en orange till röd jättestjärna av spektralklass K2+ III-IIIb CN0.5, där suffixnoten CN0,5 anger ett lätt överskott av cyanoradikaler i stjärnans atmosfär. Den har en massa som är ca 1,4 solmassor, en radie som är ca 19 solradier och utsänder från dess fotosfär ca 132 gånger mera energi än solen vid en effektiv temperatur av ca 4 300 K. Stjärnans projicerade rotationshastighet är för liten för att kunna mätas.